# Alle sagen: I love you
Alle sagen: I love you (Everyone Says I Love You) ist ein US-amerikanischer Musical-Spielfilm aus dem Jahr 1996 von Woody Allen, der auch das Drehbuch schrieb.

## Handlung
Der abwechselnd in New York und Paris lebende Schriftsteller Joe Berlin kann nach der Scheidung von Steffi keine passende Frau finden. Steffi und ihr neuer Ehemann Bob Dandridge unterstützen ihn nun als seine Partnerschaftsberater. Sie hören auch geduldig zu, als der neurotische Joe von seinen Plänen erzählt, vom Eiffelturm zu springen, und dabei überlegt, einige Stunden früher tot sein zu können, würde er von New York nach Paris statt mit einem normalen Flugzeug mit einer Concorde fliegen.
Dandridges Tochter Skylar will unterdessen heiraten, ihr Verlobter Holden Spence versteckt jedoch den Verlobungsring im Wert von 8.000 US-Dollar in einer Portion Eiscreme, weshalb Skylar den Ring verschluckt.
Eines Tages trifft Berlin in Venedig die verheiratete New Yorker Kunsthistorikerin Von Sidell und verliebt sich in sie. Es stellt sich heraus, dass seine Tochter die Psychiaterin kennt, die Von Sidell behandelt. Gemeinsam mit zwei Freundinnen belauscht sie die Therapiesitzungen und notiert sich die Träume und Vorlieben der Patientin. Joe arrangiert weitere Treffen, bei denen er Von mit seinen Kenntnissen ihrer geheimsten Wünsche verzaubert, und lädt sie schließlich in eine eigens von ihm angemietete romantisch gelegene Pariser Wohnung ein. Nach einer kurzen Affäre verlässt Von ihren Liebhaber schon bald nach ihrer Ankunft in Paris. Sie teilt ihm mit, dass er für sie die Verkörperung eines Traummannes gewesen sei. Nachdem dieser Traum nun aber in Erfüllung gegangen sei, habe er an Bedeutung verloren. Joe erwidert, sie sei verrückt, und deutet an, dass er sie getäuscht habe. Von, die nicht versteht, was er ihr sagen will, antwortet, wenn dem tatsächlich so wäre, sei er verrückt.
Der liberal und fortschrittlich denkende Dandridge schlägt sich derweil mit anderen Problemen herum. Sein Sohn propagiert plötzlich republikanische Wahlkampfthemen und spricht sich für das Recht auf Waffenbesitz, das Schulgebet und die Todesstrafe aus. Nachdem dies Bob in eine Krise gestürzt hat, löst sich das Problem jedoch von allein. Ein Blutpfropfen hat verhindert, dass das Gehirn des Sohnes ausreichend mit Sauerstoff versorgt wird. Nachdem dieser entfernt worden ist, kann er wieder klar denken.
Die Familie Dandridge verbringt Weihnachten in Paris im Hôtel Ritz. In der letzten Szene sprechen Joe und Steffi Dandridge über die gemeinsam verbrachte Zeit. Sie tanzen am Seineufer.

## Kritiken
Der Film erhielt sehr gute Kritiken, er wurde u. a. in TV Movie 17/1997 als amüsant und herrlich nostalgisch bezeichnet, in TV Spielfilm 17/1997 als ein Highlight. Besonders gelobt wurden die Gesangs- und Tanzszenen.
Roger Ebert glaubt, dass der Film möglicherweise der beste ist, den Woody Allen je gedreht hat:
"Watching that scene, I thought that perhaps Everyone Says I Love You is the best film Woody Allen has ever made. Not the most profound, or the most daring, or the most successful in every one of its details--but simply the best, because he finds the right note for every scene, and dances on a tightrope between comedy and romance, between truth and denial, between what we hope and what we know." 
("Als ich diese Szene sah, dachte ich, dass Everyone Says I Love You vielleicht der beste Film ist, den Woody Allen je gedreht hat. Vielleicht nicht der tiefgründigste oder der mutigste, oder der erfolgreichste im Hinblick auf alle Details - aber einfach der beste, weil er den richtigen Ton für jede Szene trifft und auf dem Drahtseil zwischen Comedy und Romance balanciert, zwischen dem, was wir erhoffen und dem, was wir wissen.")

## Auszeichnungen
Der Film war in der Kategorie Bester Film – Komödie oder Musical für einen Golden Globe nominiert. Edward Norton gewann für seine Rolle den Chicago Film Critics Association Award, den Florida Film Critics Circle Award, den Los Angeles Film Critics Association Award, den National Board of Review Award und den Southeastern Film Critics Association Award.